# Galicische kool
Galicische kool (Brassica oleracea var. viridis) is een variëteit van kool die van oudsher langs de Atlantische kust van Zuidwest-Europa wordt geteeld. Deze kool-variëteit heeft groene bladeren (Latijn: viridis, "groen") en hoort tot de Acephala Groep, een groepering van bladkoolcultivars zonder koolkop of spruiten (Grieks: akephalos, "zonder kop"). Ze komt in vergelijking met andere koolvariëteiten nog het meest met wilde kool, de ongecultiveerde vorm van kool, overeen.

## Cultivatie
De planten worden gekweekt om hun grote, groengekleurde, eetbare bladeren, voornamelijk in het zuidwestelijke deel van Frankrijk, Noordwest-Spanje, Portugal (inclusief de Azoren en Madeira) en Brazilië. De plant is daar in vrijwel elke groentetuin aan te treffen. In Portugal is ze de nationale, favoriete groente, bekend onder de naam couve-galega. De Portugezen gebruiken de bladeren voor het nationale gerecht caldo verde (Portugees voor 'groene bouillon'), een soep die ook in Brazilië bekend is. In Galicië heet de kool verça en in Frankrijk chou cavalier. Galicische kool wordt ook gebruikt voor het voeren van vee. Omdat de bladeren van onderaf geplukt worden, staan de bovenste bladeren veelal op een hoge, kale stronk.
Galicische kool wordt ook gecultiveerd buiten Europa, en is een belangrijke voedingsbron in delen van Afrika, India, Brazilië en de Zuidelijke Verenigde Staten.

## Afbeeldingen

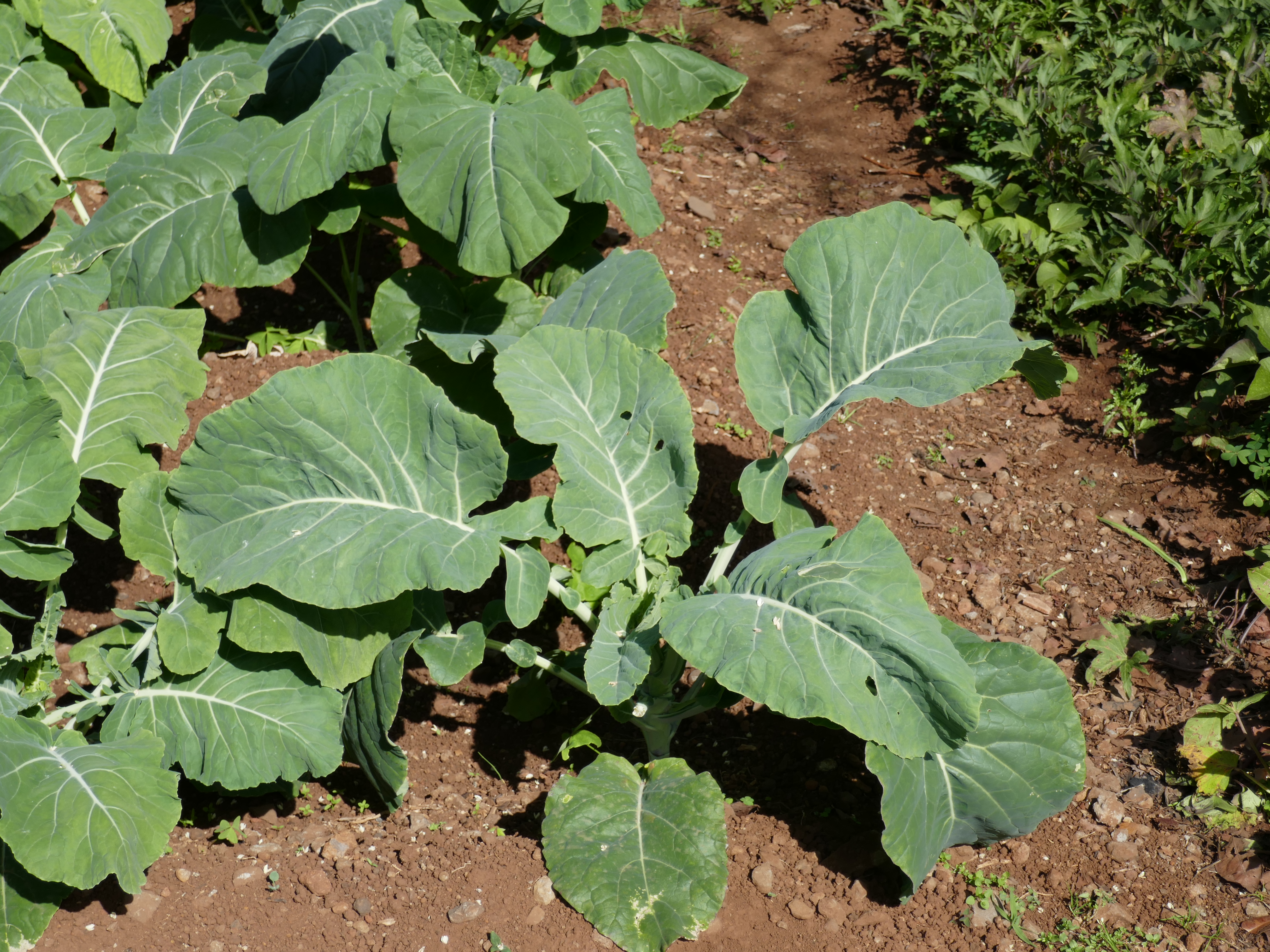
Jonge planten in de botanische tuin van Madeira
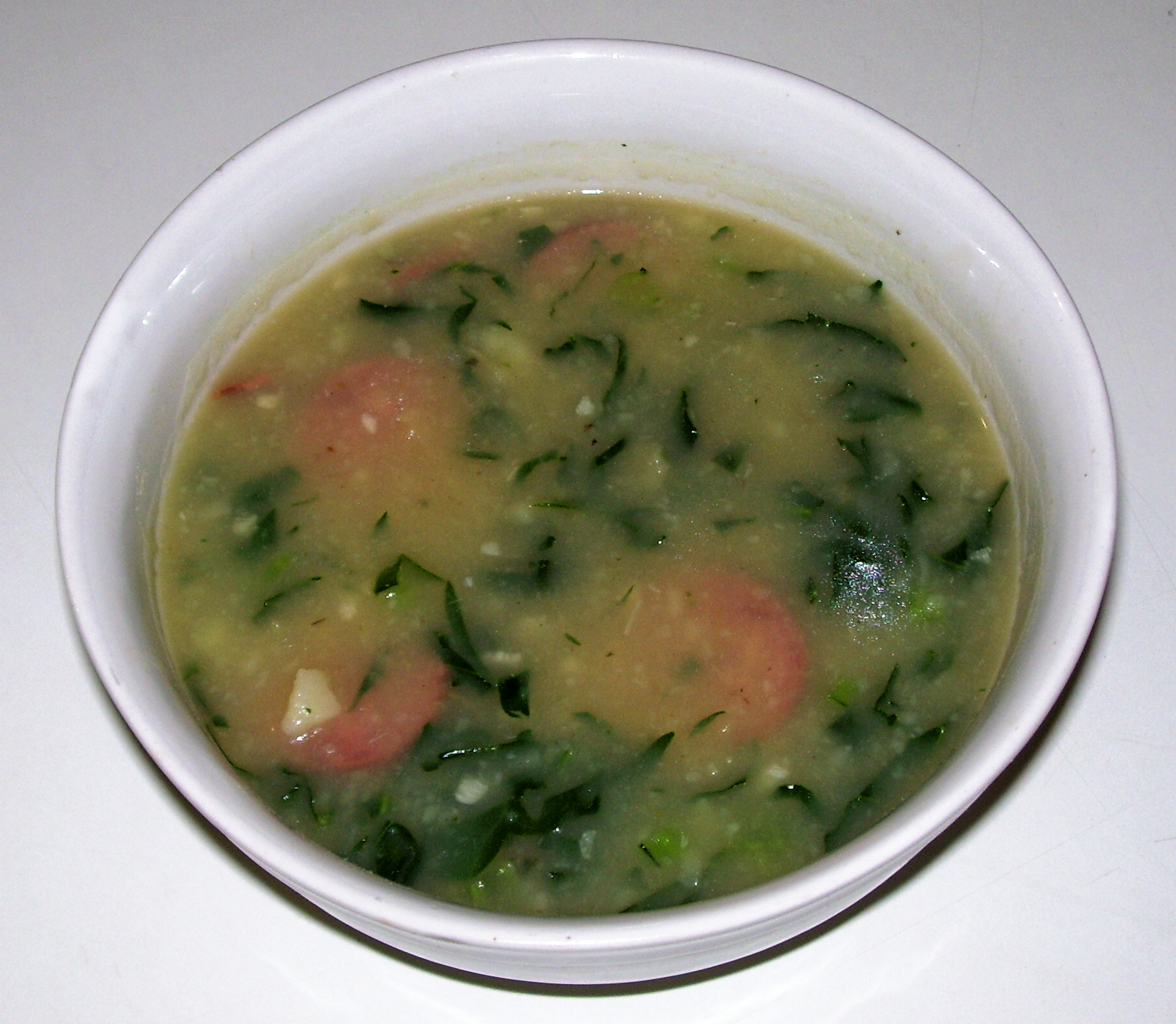
Portugese koolsoep caldo verde met couve-galega